# Црква Светог Јована Крститеља у Црквинама
Храм Рођења Светог Јована Крститеља налази се на локалитету Црквине, у близини села Рађевићи, у општини Рогатица, Републици Српској, Босни и Херцеговини. Припада Митрополији дабробосанској Српске православне цркве и посвећен је рођењу Светог Јована Крститеља.

## Историја
Према народном предању, на овом месту је крајем 13. века постојала црква, задужбина краља Стефана Драгутина Немањића и његовог брата Милутина, синова Стефана Уроша I. У оквиру цркве постојао је летњиковац у ком је краљ Драгутин обављао државничке послове и сусретао се са баном Котроманићем.
У време турске власти, храм је порушен, а народно предање везује рушење за човека по имену Богило који се потурчио.

## Обнова
Иницијативу за обнову покренуо је 2007. године Организациони одбор, који је уз подршку митрополије започео изградњу. Већ 7. јула 2008. године, на празник Ивањдан, темеље је освештао митрополит дабробосански Николај.
Храм је грађен по узору на средњовековне српске богомоље, у духу српско-византијског стила. Завршни радови трајали су до 2022. године, када је храм свечано освећен.

## Литургијски живот
У храму се редовно служе литургије, а најсвечаније је на празник Рођења Светог Јована, 7. јула, када се окупљају верници из целог краја.